# Kot brytyjski długowłosy
Kot brytyjski długowłosy – długowłosa rasa kota wyhodowana z połączenia kota brytyjskiego krótkowłosego z kotem perskim.

## Historia rasy
W czasie II wojny światowej znacznie zmniejszyła się liczba kotów brytyjskich. W latach 50. XX wieku w wyniku skrzyżowania tej rasy z persem niebieskim wzmocniono populację, tworząc jednocześnie nową, długowłosą odmianę.

## Wygląd
Koty brytyjskie długowłose należą do dużych ras kotów. Ich ciało jest mocne i muskularne. Łapy są krótkie i mocne, ogon - niezbyt długi, zaokrąglony na końcu, tworzy pióropusz. Głowa wyraźnie zaokrąglona, osadzona na krótkiej szyi. Nos szeroki i prosty, z lekkim zaokrągleniem u nasady. Uszy małe, krótkie, szeroko otwarte i szerokie u nasady. Oczy duże i okrągłe, szeroko rozstawione. Futro odstające, puszyste, gęste i proste. Pożądane są kryza i portki (grubsze futro w okolicach szyi i ud). Najpopularniejsze ubarwienie to niebieski i liliowy, choć odnotowano wiele innych odmian barwnych.

## Charakter
Kocięta mają dużo energii, ale dorosłe osobniki są dość spokojne. Osobniki tej rasy nie wykazują zamiłowania do wspinania się i wchodzenia na meble. Koty te są inteligentne i mają wyrazisty charakter. Są dumne, pewne siebie i ciekawskie. Potrafią szybko przywiązać się do swojego opiekuna.